# Список умерших в 593 году

## Дата смерти неизвестна или требует уточнения
- Гарибальд I, герцог (или король) Баварии (548—591/593).
- Григорий I, Патриарх Антиохийский и всего Востока (573—593).
- Ино Анастасия, византийская императрица, супруга императора Тиберия II Константина.
- Кевлин, король Уэссекса (560—591/592).
- Кинич-Эт, 22-й правитель древнего майяского царства Мутуль со столицей в Тикале, основатель Третьей династии.
- Креода, первый правитель Мерсии, упоминаемый с королевским титулом (585—593).
- Ломер, настоятель монастыря в Мутье-о-Перш, святой.
- Маровей, епископ Пуатье.
- Оуэн ап Уриен, правитель государства Регед, прототип Ивейна, персонажа средневековых романов о короле Артуре.
- Ромульф, епископ Реймса (590—593).
- Титила, король Восточной Англии (578—593).
- Федлимид мак Тигернайг, король Мунстера (583—590/593).
- Хусса, король Берниции (585—593).
- Хуэйкэ, второй патриарх чань-буддизма.
- Эберегизел, епископ Кёльна и, возможно, епископ Маастрихта.